# تکایای زوارده
تکایای زوارده مربوط به دوره قاجار است و در شهرستان بابل، بخش بندپی شرقی، روستای زوارده واقع شده و این اثر در تاریخ ۲۴ اسفند ۱۳۸۳ با شمارهٔ ثبت ۱۱۵۲۷ به‌عنوان یکی از آثار ملی ایران به ثبت رسیده است.